# Personer i Sverige födda i Senegal
Till personer i Sverige födda i Senegal räknas personer som är folkbokförda i Sverige och som har sitt ursprung i Senegal. Enligt Statistiska centralbyrån fanns det 2018 i Sverige sammanlagt cirka 1 000 personer födda i Senegal.

## Historisk utveckling

### Födda i Senegal
| Personer i Sverige födda i Senegal 2000–2024    | Personer i Sverige födda i Senegal 2000–2024 | Personer i Sverige födda i Senegal 2000–2024 | Personer i Sverige födda i Senegal 2000–2024 | Personer i Sverige födda i Senegal 2000–2024 |
| ----------------------------------------------- | -------------------------------------------- | -------------------------------------------- | -------------------------------------------- | -------------------------------------------- |
|                                                 |                                              |                                              |                                              |                                              |
| År                                              |                                              |                                              | Folkmängd                                    |                                              |
| 2000                                            | 2000                                         |                                              | 230                                          |                                              |
| 2001                                            | 2001                                         |                                              | 246                                          |                                              |
| 2002                                            | 2002                                         |                                              | 273                                          |                                              |
| 2003                                            | 2003                                         |                                              | 291                                          |                                              |
| 2004                                            | 2004                                         |                                              | 306                                          |                                              |
| 2005                                            | 2005                                         |                                              | 328                                          |                                              |
| 2006                                            | 2006                                         |                                              | 367                                          |                                              |
| 2007                                            | 2007                                         |                                              | 416                                          |                                              |
| 2008                                            | 2008                                         |                                              | 447                                          |                                              |
| 2009                                            | 2009                                         |                                              | 489                                          |                                              |
| 2010                                            | 2010                                         |                                              | 534                                          |                                              |
| 2011                                            | 2011                                         |                                              | 583                                          |                                              |
| 2012                                            | 2012                                         |                                              | 647                                          |                                              |
| 2013                                            | 2013                                         |                                              | 704                                          |                                              |
| 2014                                            | 2014                                         |                                              | 751                                          |                                              |
| 2015                                            | 2015                                         |                                              | 807                                          |                                              |
| 2016                                            | 2016                                         |                                              | 849                                          |                                              |
| 2017                                            | 2017                                         |                                              | 887                                          |                                              |
| 2018                                            | 2018                                         |                                              | 965                                          |                                              |
| 2019                                            | 2019                                         |                                              | 1 032                                        |                                              |
| 2020                                            | 2020                                         |                                              | 1 070                                        |                                              |
| 2021                                            | 2021                                         |                                              | 1 125                                        |                                              |
| 2022                                            | 2022                                         |                                              | 1 162                                        |                                              |
| 2023                                            | 2023                                         |                                              | 1 203                                        |                                              |
| 2024                                            | 2024                                         |                                              | 1 206                                        |                                              |
| Anm.: Befolkning den 31 december respektive år. |                                              |                                              |                                              |                                              |